# Sambegou Bangoura

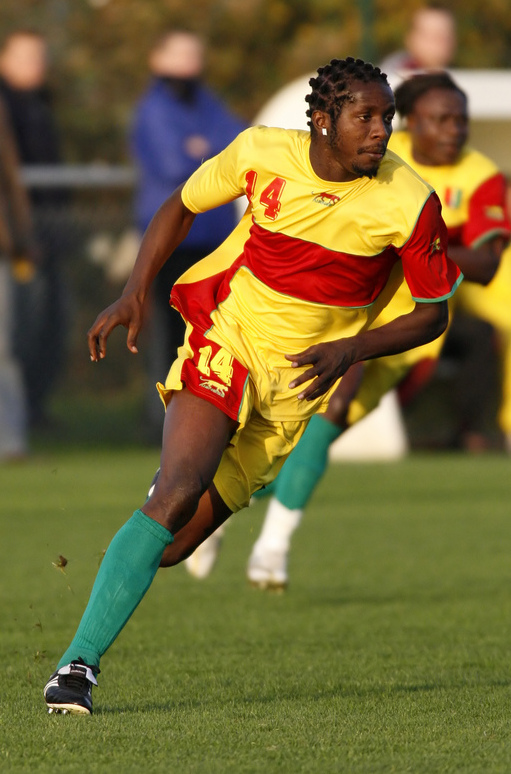
Sambegou Bangoura (2006)

Sambegou Bangoura (Conakry, 3 april 1982) is een Guinees voormalig voetballer die als aanvaller speelde. Bangoura werd meestal als centrumspits uitgespeeld. 

## Carrière
Bangoura begon zijn profcarrière bij KSC Lokeren, waar hij vervolgens drie seizoenen lang in de basis zou spelen. Na die drie seizoenen verliet hij de club en ging hij aan de slag bij Standard Luik. Ook hier stond hij vaak in de basis en scoorde hij regelmatig een doelpunt. In 2005 vertrok hij naar Stoke City, een ploeg in de Engelse tweede klasse, in de hoop om zo hogerop te kunnen geraken, dat mislukte echter en hij keerde in 2007 op uitleenbasis terug naar België, bij FC Brussels. Hij vond hier zijn oude vorm ook niet terug en vertrok naar het Portugese FC Boavista, waar er na een half jaar werd beslist om hem uit te lenen aan de Spaanse tweedeklasser Cádiz CF. Ook dit avontuur werd geen succes en na afloop van het seizoen tekende hij bij de Griekse eersteklasser Panserraikos Serres.
Sambegou Bangoura zat in de Guineese selectie tijdens de African Nations Cup 2006 en daar was hij de eerste doelpuntenmaker van zijn land in dat toernooi in de met 2-0 gewonnen wedstrijd tegen Zuid-Afrika.

## Clubstatistieken
| seizoen | club                 | land        | competitie           | duels | goals |
| ------- | -------------------- | ----------- | -------------------- | ----- | ----- |
| 2000/01 | KSC Lokeren          | België      | Jupiler League       | 30    | 13    |
| 2001/02 | KSC Lokeren          | België      | Jupiler League       | 25    | 13    |
| 2002/03 | KSC Lokeren          | België      | Jupiler League       | 29    | 16    |
| 2003/04 | Standard Luik        | België      | Jupiler League       | 20    | 5     |
| 2004/05 | Standard Luik        | België      | Jupiler League       | 29    | 15    |
| 2005/06 | Standard Luik        | België      | Jupiler League       | 3     | 1     |
| 2005/06 | Stoke City           | Engeland    | Championship         | 24    | 9     |
| 2006/07 | Stoke City           | Engeland    | Championship         | 4     | 0     |
| 2006/07 | → FC Brussels (huur) | België      | Jupiler League       | 12    | 3     |
| 2007/08 | Boavista FC          | Portugal    | SuperLiga            | 13    | 1     |
| 2007/08 | → Cádiz CF (huur)    | Spanje      | Liga BBVA            | 10    | 1     |
| 2008/09 | MGS Panserraikos     | Griekenland | Super League         | 17    | 3     |
| 2009/10 | MGS Panserraikos     | Griekenland | Beta Ethniki         | 0     | 0     |
| 2010/11 | MGS Panserraikos     | Griekenland | Super League         | 1     | 0     |
| 2011/12 | MGS Panserraikos     | Griekenland | Beta Ethniki         | 19    | 10    |
| 2012/13 | MGS Panserraikos     | Griekenland | Beta Ethniki         | 21    | 6     |
| 2013/14 | AS Kaloum Star       | Guinee      | Championnat National | ?     | ?     |
| 2014/15 | RRC Tournai          | België      | Derde klasse         | 0     | 0     |
| Totaal  | Totaal               | Totaal      | Totaal               | 256   | 96    |

Bijgewerkt 08-10-2008